# Naberezjnajatoren
De Naberezjnajatoren (Russisch: Башня на Набережной; Basjnja na Naberezjnoj; "Toren op de Kade") is een kantorencomplex op perceel 10 (1,6 hectare) van het zakencentrum Moscow-City in de Russische hoofdstad Moskou. Het complex bestaat uit drie kantoorgebouwen (A-klasse), die bij de eerste ondergrondse verdieping met elkaar zijn verbonden en een totaal vloer- en verkoopoppervlak van 150.000 m² hebben.

## Torens
Toren A heeft een hoogte van 85 meter, telt 17 verdiepingen en werd voltooid in 2004. Toren B heeft een hoogte van 127 meter, telt 27 verdiepingen en werd voltooid in 2005. Toren C heeft een hoogte van 268,4 meter, telt 59 verdiepingen en werd voltooid in 2007. Onder torens A en B bevinden zich 4 verdiepingen ondergronds en onder toren C 5. De eerste verdieping ondergronds bevat naast verbindingszones ook de openbare ruimten en winkelgelegenheden. De rest van de ondergrondse verdiepingen bestaan uit parkeergelegenheid.
Toren C was van november 2007 tot halverwege 2008 het hoogste gebouw van Europa, waarna hij werd gepasseerd door de Moskoutoren van het complex Stad der Hoofdsteden ernaast.